# Citlalli Hernández
Minerva Citlalli Hernández Mora (Ciudad de México, 29 de abril de 1990) es una política y activista social mexicana, miembro del partido Morena. Es la secretaria de las Mujeres desde el 1 de enero de 2025 durante el gobierno de la presidenta Claudia Sheinbaum.

## Biografía
Citlalli Hernández estudió Ciencias de la Comunicación en la Universidad Nacional Autónoma de México, sin embargo, no habría concluido la carrera.

## Trayectoria política
En 2014 inició su militancia en el Movimiento Regeneración Nacional en la delegación Iztacalco, donde fue integrante de Comité de Base, miembro de las juventudes y Secretaria de Cultura del Comité Ejecutivo Delegacional de Morena en Iztacalco.
Se ha destacado por su lucha en la defensa de los derechos humanos, las juventudes y la igualdad de género.

### Diputada local (2015-2018)
En 2015 fue elegida diputada a la VII Legislatura de la Asamblea Legislativa del Distrito Federal, última legislatura de este órgano colegiado, que desde el 17 de septiembre de 2018 se convirtió en el Congreso de la Ciudad de México.

### Senadora por la Ciudad de México (2018-2024)
En 2018 fue elegida senadora por la Ciudad de México en segunda fórmula —la primera correspondió a Martí Batres—, para las legislaturas LXIV y LXV que culminarán en 2024. En el Senado es secretaria de la comisión Anticorrupción, Transparencia y Participación Ciudadana, e integrante de las comisiones de Derechos Humanos, de Juventud y Deporte, de Relaciones Exteriores, América Latina y el Caribe, de Trabajo y Previsión Social, de Cultura, y de Economía.
El 11 de marzo de 2019, durante una transmisión en Excélsior TV, Citlalli debatió con la senadora panista Alejandra Reynoso Sánchez sobre el aborto, en la que Alejandra expone los puntos en contra del aborto, mientras que Citlalli expuso puntos a favor, poniendo como ejemplo, que desde 2007, la mortalidad materna causada por un aborto inseguro en la Ciudad de México se ha reducido prácticamente a cero.

### Secretaria general de Morena (2020-2024)
En 2020, Hernández Mora, anunció su candidatura para ocupar la secretaría general de Morena, en fórmula con Porfirio Muñoz Ledo. Misma que obtuvo, al lograr el 21.44% de las preferencias, muy arriba de los otros 12 candidatos. En tanto para la presidencia nacional fue electo en segunda vuelta Mario Delgado Carrillo.  

### Campaña 2024
Fue designada por la entonces precandidata única a la Presidencia de la República, Claudia Sheinbaum, como Coordinadora de Alianzas y Coaliciones con el Partido Verde Ecologista, Partido del Trabajo y partidos locales, posteriormente es nombrada Coordinadora de Enlace de las Mujeres de la campaña.

### Senadora por Lista nacional (2024)
En 2024, al formar parte de la lista de senadores plurinominales de Morena en la segunda posición, Hernández Mora fue reelecta como senadora de la República para un segundo mandato.
El 19 de agosto de 2024, fue anunciada por la presidenta electa de México Claudia Sheinbaum como secretaria de las Mujeres, nueva dependencia del gobierno federal una vez que el Instituto Nacional de las Mujeres fue elevado de rango en la ley.

## Controversias

### Atentado
El 29 de mayo de 2019 fue víctima de un atentado al encontrarse un pequeño artefacto explosivo camuflado como un libro en sus oficinas del Senado, que le causó una leve lesión.